# Fossorier
Der Fossorier, kantonabhängig Fosserée, auch Fossoyée oder Ouvrée, war ein altes Feldmaß in der Schweiz und Frankreich.

## Kanton Waadt
Im Kanton Waadt und Lausanne bezeichnete man das Maß mit Fossorier.
Ab Januar 1823 wurde die Toise (Klafter) 10 Fuß gleichgesetzt. Der Fuß war 300 Millimeter lang.
- 1 Fossorier = 50 Quadratklafter = 450 Quadratmeter = 4,5 Ar
- 10 Fossorier = 1 Pose/Juchart = 4500 Quadratmeter = 1 ¼  Juchart (Schweizer)[2]

## Kanton Genf
Als Flächenmaß im Kanton Genf wurde das Maß auch mit Fossoyée oder Ouvrée bezeichnet.
- 1 Fossoyée/Ouvrée = 337,663 Quadratmeter[3]

## Frankreich
Im Département Hautes-Alpes war die Bezeichnung Fossorée
- In Gap : 1 Fossorée de vignobles = 3,8048 Quadratmeter (Weinbergsmaß)
- In Embrun: 1 Fossorée = 4,0028 Quadratmeter